# Aritz Aldasoro
Aritz Aldasoro Sarriegi (Beasáin, Guipúzcoa, 5 de abril de 1999) es un futbolista español que juega de centrocampista en el Racing de Santander de la Segunda División de España.

## Trayectoria
Nacido en Beasáin, Guipúzcoa, se formó en la cantera de la Real Sociedad de Fútbol, debutando en 2017 con la Real Sociedad "C" en la Tercera División. Tras dos años formando parte de este equipo, para la temporada 2019-20 ascendió a la Real Sociedad "B".
El 23 de mayo de 2021 lograron el ascenso a la Segunda División tras vencer en la eliminatoria definitiva al Algeciras C. F. Debutó en esta categoría el 14 de agosto ante el C. D. Leganés en una victoria por un gol a cero en la que portó el brazalete de capitán.
Tras disputar 28 partidos en su estreno en la Segunda División, el 30 de junio de 2022 se oficializó su incorporación al Racing de Santander hasta el 30 de junio de 2024.
El 7 de agosto de 2023 se anunció su renovación con el Racing hasta el 30 de junio de 2026, habiendo jugado hasta esa fecha 34 partidos con la camiseta verdiblanca en Segunda División. El 20 de abril de 2024 en el partido 0-0 ante la Levante U.D. portó por primera vez el brazalete de capitán con el club cántabro.

## Clubes
Actualizado al último partido disputado el 21 de junio de 2025.
| Club                         | Liga          | Temporada     | Liga  | Liga  | Liga   | Copas nacionales | Copas nacionales | Copas nacionales | Copas internacionales | Copas internacionales | Copas internacionales | Total | Total | Total  |
| Club                         | Liga          | Temporada     | Part. | Goles | Asist. | Part.            | Goles            | Asist.           | Part.                 | Goles                 | Asist.                | Part. | Goles | Asist. |
| ---------------------------- | ------------- | ------------- | ----- | ----- | ------ | ---------------- | ---------------- | ---------------- | --------------------- | --------------------- | --------------------- | ----- | ----- | ------ |
| Real Sociedad "C" · España   | 3.ª           | 2017-18       | 8     | 0     | 0      | —                | —                | —                | —                     | —                     | —                     | 8     | 0     | 0      |
| Real Sociedad "C" · España   | 3.ª           | 2018-19       | 17    | 5     | 0      | —                | —                | —                | —                     | —                     | —                     | 17    | 5     | 0      |
| Real Sociedad "C" · España   | Total club    | Total club    | 25    | 5     | 0      | 0                | 0                | 0                | 0                     | 0                     | 0                     | 25    | 5     | 0      |
| Real Sociedad "B" · España   | 2.ª B         | 2018-19       | 3     | 0     | 0      | —                | —                | —                | —                     | —                     | —                     | 3     | 0     | 0      |
| Real Sociedad "B" · España   | 2.ª B         | 2019-20       | 21    | 2     | 0      | —                | —                | —                | —                     | —                     | —                     | 21    | 2     | 0      |
| Real Sociedad "B" · España   | 2.ª B         | 2020-21       | 20    | 1     | 0      | —                | —                | —                | —                     | —                     | —                     | 20    | 1     | 0      |
| Real Sociedad "B" · España   | 2.ª           | 2021-22       | 28    | 0     | 2      | —                | —                | —                | —                     | —                     | —                     | 28    | 0     | 2      |
| Real Sociedad "B" · España   | Total club    | Total club    | 72    | 3     | 2      | 0                | 0                | 0                | 0                     | 0                     | 0                     | 72    | 3     | 2      |
| Racing de Santander · España | 2.ª           | 2022-23       | 34    | 1     | 0      | —                | —                | —                | —                     | —                     | —                     | 34    | 1     | 0      |
| Racing de Santander · España | 2.ª           | 2023-24       | 40    | 1     | 0      | 1                | 0                | 0                | —                     | —                     | —                     | 41    | 1     | 0      |
| Racing de Santander · España | 2.ª           | 2024-25       | 41    | 2     | 3      | 1                | 0                | 0                | —                     | —                     | —                     | 42    | 2     | 3      |
| Racing de Santander · España | Total club    | Total club    | 115   | 4     | 3      | 2                | 0                | 0                | 0                     | 0                     | 0                     | 117   | 4     | 3      |
| Total carrera                | Total carrera | Total carrera | 212   | 12    | 5      | 2                | 0                | 0                | 0                     | 0                     | 0                     | 214   | 12    | 5      |
| 1. 2.                        |               |               |       |       |        |                  |                  |                  |                       |                       |                       |       |       |        |